# Stiriodes condistica
Stiriodes condistica là một loài bướm đêm trong họ Noctuidae.